# Cadzow Bridge
Die Cadzow Bridge ist eine Straßenbrücke in der schottischen Stadt Hamilton in der Council Area South Lanarkshire. 1979 wurde das Bauwerk in die schottischen Denkmallisten in die höchste Kategorie A aufgenommen. Des Weiteren bildete es mit dem Wohn- und Geschäftsgebäude 92–94 Cadzow Street sowie zwei weiteren umliegenden Gebäuden ein Denkmalensemble der Kategorie A.

## Beschreibung
Die Cadzow Bridge überspannt das parkähnlich angelegte Tal des kleinen Baches Cadzow Burn im Norden von Hamilton. Der im Jahre 1836 eröffnete Mauerwerksviadukt führt die B7071, die westlich von Hamilton auf der ebenfalls denkmalgeschützten Bothwell Bridge den Clyde quert, über das flache Tal des kleinen Baches. Zwischen 1900 und 1903 wurde die Cadzow Bridge erweitert. Das planende und ausführende Ingenieurbüro Babtie and Bonn orientierte sich dabei an der klassizistisch ausgestalteten Dean Bridge über das Water of Leith in Edinburgh.
Das Mauerwerk der Cadzow Bridge besteht aus rotem Sandstein. Der Viadukt überspannt den Bach mit drei flachen ausgemauerten Segmentbögen. Die Bögen nachzeichnend kragt das Mauerwerk oberhalb der Bögen aus. Es ist mit schlichtem Gesimse und stilisierten Schlusssteinen oberhalb der Bögen gestaltet und trägt die Brüstung der flankierenden Gehsteige.